# Naucleeae
Le Nauclee (Naucleeae Kostel., 1833) sono una tribù di angiosperme, appartenenti alla famiglia delle Rubiaceae, sottofamiglia Cinchonoideae, contenente circa oltre 190 specie in 17 generi.

## Distribuzione e habitat
Le specie di questa tribù sono presenti in America tropicale e Nord America, Africa tropicale, Asia tropicale e Australasia. I generi Breonia, Gyrostipula e Janotia sono endemici del Madagascar.

## Tassonomia
La tribù comprende i seguenti generi:
- Adina Salisb. (12 specie)
- Breonadia Ridsdale (1 sp.)
- Breonia A.Rich. ex DC. (20 spp.)
- Cephalanthus L. (6 spp.)
- Corynanthe Welw. (7 spp.)
- Diyaminauclea Ridsdale (1 sp.)
- Gyrostipula J.-F.Leroy (3 spp.)
- Janotia J.-F.Leroy (1 sp.)
- Khasiaclunea Ridsdale (1 sp.)
- Ludekia Ridsdale (2 spp.)
- Mitragyna Korth. (10 spp.)
- Myrmeconauclea Merr. (4 spp.)
- Nauclea L. (12 spp.)
- Neolamarckia Bosser (2 spp.)
- Neonauclea Merr. (71 spp.)
- Ochreinauclea Ridsdale & Bakh.f. (2 spp.)
- Uncaria Schreb. (38 spp.)